# Réparations par la Russie des dommages causés à l'Ukraine
Les réparations par la Russie des dommages causés à l'Ukraine sont un objectif diplomatique des autorités ukrainiennes dans le contexte de la guerre russo-ukrainienne. Elles consisteraient en le remboursement total ou partiel par la Russie (en vertu d'un traité de paix ou d'autres actes internationaux) des pertes subies par l'Ukraine à la suite de l'annexion de la Crimée, de la guerre du Donbass et de l'invasion russe de 2022. Cette demande pourrait s'appuyer sur des dispositions de droit international.

## Historique de la question
La question de l'indemnisation par la Russie des pertes subies par l'Ukraine à la suite de l'annexion de la Crimée et de la guerre déclenchée en 2014 dans le Donbass fait l'objet de discussions depuis le début de la guerre russo-ukrainienne. En particulier, en février 2019, le ministre des infrastructures Vladislav Krikliy affirme que la Russie sera contrainte de payer des réparations à l'Ukraine pour l'agression militaire dans le Donbas,.
La Russie a toujours nié la possibilité de discuter cette question. Dmitri Peskov, attaché de presse du président russe Vladimir Poutine, réagissant à la déclaration de Krykliy, a qualifié cette idée comme « mauvaise », suggérant de ne pas oublier « où se trouve le Donbass » et « qui a commencé la guerre dans le Donbass ».
La question a été formalisée pour la première fois au niveau de l'État ukrainien en juin 2021, lorsque le Cabinet des ministres de l'Ukraine a adopté la stratégie des activités de politique étrangère de l'Ukraine. Le document stipule que l'Ukraine, dans sa politique étrangère vis-à-vis la Russie, cherchera à obtenir la fin du conflit militaire et le retour des territoires temporairement occupés. 

« Les conditions évidentes pour la révision des relations avec la fédération de Russie et le passage de la confrontation à la "réconciliation pacifique" doivent être la fin de l'agression de la fédération de Russie contre l'Ukraine et la récupération des territoires temporairement occupés, la compensation et les autres formes de réparation vu les préjudices infligés à l'Ukraine à la suite de l'occupation temporaire des territoires, le refus de la fédération de Russie de s'ingérer dans les affaires intérieures de l'Ukraine. »

— Un passage de la stratégie de politique étrangère de l'Ukraine
Le président de l'Ukraine, Volodymyr Zelensky, promet le 3 mars 2022, lors de la poursuite des combats, que la fédération de Russie va reconstruire toutes les infrastructures détruites en faveur de l'Ukraine à titre de réparations et de contre-attributions.

« Nous allons reconstruire chaque maison, chaque rue, chaque ville. Et nous disons à la Russie : apprenez les mots "réparations" et "contre-attributions". Vous allez rembourser tout ce que vous avez fait contre l'Ukraine. En pleine mesure.  Et ceux qui ont perdu leur vie - on ne les oubliera jamais, »

— Volodymyr Zelensky

## Le montant des pertes
Selon le chef du Comité des économistes ukrainiens, Andriy Novak, l'Ukraine a perdu jusqu'à 20 % de son PIB depuis le début de l'agression russe. Ainsi, le PIB en 2013 était de 183 milliards de dollars. Ainsi, depuis cette époque, le pays n'a pas reçu jusqu'à 4 milliards de dollars d'investissements directs étrangers.
En outre, le montant total des pertes sera nettement plus élevé. Après tout, il inclut les pertes dues à la destruction des infrastructures et il ne pourra être estimé qu'après le départ russe de l'ensemble du territoire de l'Ukraine.
Le FMI estime qu'en dehors des pertes humaines, les pertes économiques pour l'Ukraine sont déjà importantes. Le pays va devoir faire face à des coûts importants pour rénover et reconstruire les infrastructures qui ont été détruites pendant la guerre : les ports maritimes et les aéroports ont été fermés et endommagés, de nombreuses routes et ponts ont été détruits. Bien qu'il soit difficile d'évaluer la valeur de besoin en financement à ce stade précis".
D'après les données d'École d'économie de Kyiv fournies par les volontaires, au 10 mars 2022, plus de 200 établissements d'enseignement, 30 établissements de santé, 8 églises, 1 600 bâtiments résidentiels, 19 bâtiments administratifs, 23 usines et entrepôts, 12 ports aériens, 5 centrales thermiques ont été endommagés ou entièrement détruits. En outre, plus de 15 000 km d'autoroutes, 5 000 km de chemins de fer et 350 ponts ont été détruits ou mis hors service. L'Ukraine a lancé le projet "La Russie paiera", qui vise à collecter des données sur le patrimoine qui a été détruit par les occupants. Ces données seront utilisées dans les tribunaux internationaux contre la Russie pour obtenir des compensations,.
Selon une estimation récente de KSE, la valeur des biens endommagés ou détruits, en cas de démolition complète, pourrait atteindre 1,5 trillion d'UAH ou 54,3 milliards de dollars.